# 1990년대 텔레비전 애니메이션 목록
다음은 1990년대에 방송된 텔레비전 애니메이션의 연도순 목록이다.
- 1990년 텔레비전 애니메이션 목록
- 1991년 텔레비전 애니메이션 목록
- 1992년 텔레비전 애니메이션 목록
- 1993년 텔레비전 애니메이션 목록
- 1994년 텔레비전 애니메이션 목록
- 1995년 텔레비전 애니메이션 목록
- 1996년 텔레비전 애니메이션 목록
- 1997년 텔레비전 애니메이션 목록
- 1998년 텔레비전 애니메이션 목록
- 1999년 텔레비전 애니메이션 목록